# How Great Thou Art (엘비스 프레슬리의 음반)
| 전문가 평가                   | 전문가 평가 |
| 평가 점수                     | 평가 점수   |
| 출처                          | 점수        |
| ----------------------------- | ----------- |
| AllMusic                      | 4/별        |
| MusicHound                    | 3.5/별      |
| The Rolling Stone Album Guide | 5/별        |
| Rough Guides                  | 5/별        |

《How Great Thou Art》는 미국의 가수 엘비스 프레슬리의 아홉 번째 스튜다오 음반이다. 1967년 2월 27일에 RCA 빅터에서 모노, 스테레오 사양으로 발매했다. 녹음지는 RCA 스튜디오 B로, 녹음 시일은 1966년 5월 25일, 26일, 27일, 28일이다. 톱 팝 앨범 최고 18위를 달성했다. RIAA에서 1968년 2월 16일에 골드를, 1992년 3월 27일 2중 플래티넘을, 2010년 10월 13일 3중 플래티넘을 인정받았다.
타이틀곡은 1967년 그래미상 최우수 성가상(Grammy Award for Best Sacred Performance)을 받았다.

## 배경
가스펠 음반으로서의 전작 《His Hand in Mine》은 RCA에서 꾸준하게 잘 팔리는 효자 상품이었다. 그런 한편으로 1960년 중반부터 라디오 방송에서 엘비스의 신보는 점차 배격되기 시작되었다. 프레슬리의 매니저 톰 파커는, 동시대 이 방송국들이 크리스마스 노래나 복음성가 따위를 틀어주던 것을 보고, 프레슬리에게 이런 틈새 시장을 공략해보자고 전언하게 된다. 엘비스가 여기 수긍하여, 크리스마스 싱글 제작과 《His Hand in Mine》의 속편 제작을 겸한 녹음 세션이 꾸려지게 된다.
《How Great Thou Art》는 엘비스의 1962년 음반 《Pot Luck with Elvis》 이래로 처음 사운드트랙 음반이 아닌 음반이며, 예의 1960년 가스펠 음반 이래로 처음 사운드트랙 앨범에 수록곡이 단 한 곡도 실리지 않은 음반이다. 또한 프레슬리는 1963년 5월 처음 만나 본 프로듀서 펠튼 자비스와 첫 공동 작업을 하게 됐다. 자비스는 그다음부터도 프레슬리와 여일히 협력했다.
피봉에 실린 교회는 매사추세츠주 샌드위치에 있는 매사추세츠주 최고(最古)의 성당이다.

## 수록곡
음반의 제작이 진행되면서, 엘비스는 프레디 비엔스톡이 자기가 출판권을 갖고 있던 곡들로 짜놓은 수록곡을 물리치고, 대신 자기가 좋아하는 곡들과 참여 음악가들이 추천한 곡들에서 수록곡을 고르게 되었다. 여기서 다섯 곡이 퍼블릭 도메인이었는데, 이 곡들 전부 "엘비스 프레슬리 편곡"으로 명의를 붙이고 엘비스 프레슬리 뮤직에서 출판했다. 이렇게 함으로써 비엔스톡은 이 곡들에 대한 저작료를 받아내는 게 가능케 했다. 이러한 사정에도 불구하고, 엘비스의 편곡 사실여부는 엘비스가 본 앨범 작업에 활발, 열심이었던 것에 비추어 사실일 확률이 높다. 게다가 엘비스는 복음성가, 특히 〈How Great Thou Art〉의 완미한 취입을 위해 수개월 동안 집에서 가창 연습을 했다고 한다.
수록곡은 12곡으로 정해졌으며, 이 가운데 1919년 빌리 선데이가 대중화시킨 스탠더드 〈In the Garden〉, 주벌리 고전 〈Run On〉 등이 있었다. 13번째 수록곡 〈Crying in the Chapel〉은 1960년 《His Hand in Mine》에서 완성하고 1965년 싱글로 발매된, 기성곡이다. 본 앨범의 녹음 중에 싱글 〈Love Letters〉가 취입되고, 사운드트랙 《Spinout》에 수록시킬 두 개의 추가곡이 취입되었다. 크리스마스 싱글은 멤피스 마피아의 중핵 레드 웨스트가 작곡한 〈If Every Day Was Like Christmas〉로서, 본 앨범 세션의 다음 세션인 6월 10일에 녹음되었다.

## 재발매
2008년 소니 뮤직이 세 개의 보너스 트랙을 추가해 재발매했다. 여기서 두 곡은 1968년 싱글로 발매된 〈You'll Never Walk Alone〉, 〈We Call On Him〉이며, 나머지 한 곡인 〈Who Am I?〉는 《From Elvis in Memphis》의 부산물 격의 곡으로, 1971년 염가 앨범으로 발매되었다.
2010년 팔로우 댓 드림 레이블에서 아웃테이크를 붙인 두 장짜리 세트로 재발매했다.

## 곡 목록

### 오리지널 발매
| #  | 제목                               | 작사·작곡                     | 재생 시간 |
| -- | ---------------------------------- | ----------------------------- | --------- |
| 1. | 〈How Great Thou Art〉             | 스튜어트 K. 하인              | 3:00      |
| 2. | 〈In the Garden〉                  | C. 오스틴 마일스              | 3:11      |
| 3. | 〈Somebody Bigger Than You and I〉 | 하이 히스, 소니 버크, 조니 랭 | 2:25      |
| 4. | 〈Farther Along〉                  | 민요                          | 4:04      |
| 5. | 〈Stand By Me〉                    | 민요                          | 2:26      |
| 6. | 〈Without Him〉                    | 밀론 르페브르                 | 2:27      |

| #  | 제목                                      | 작사·작곡      | 재생 시간 |
| -- | ----------------------------------------- | -------------- | --------- |
| 1. | 〈So High〉                               | 민요           | 1:56      |
| 2. | 〈Where Could I Go But to the Lord〉      | 제임스 B. 코츠 | 3:36      |
| 3. | 〈By and By〉                             | 민요           | 1:49      |
| 4. | 〈If the Lord Wasn't Walking by My Side〉 | 헨리 슬로터    | 1:36      |
| 5. | 〈Run On〉                                | 민요           | 2:21      |
| 6. | 〈Where No One Stands Alone〉             | 모시 리스터    | 2:42      |
| 7. | 〈Crying in the Chapel〉                  | 아티 글렌      | 2:26      |

## 인증
| 국가                       | 인증        | 판매량/출하량 |
| -------------------------- | ----------- | ------------- |
| 미국 (RIAA)                | 3× 플래티넘 | 3,000,000^    |
| ^출하량을 기반으로 한 인증 |             |               |